# Associação Iraniana de Taekwondo
Associação Iraniana de Taekwondo é a primeira instituição privada e civil em esporte Iraniano. Esta associação começou suas atividades oficialmente com a licença emitida por Ministério do Interior e Poder Judicial em 2001. Fundador e Diretor desta associação são Seyed Ali Haghshenas.

## Atividades
Associação Iraniana de Taekwondo além de estabelecimento da primeira Escola de Taekwondo no Irã fez muitas competições em vários grupos de idade, e treinou muitos treinadores e juízes.

## Discordâncias governamentais
Autoridades Iranianas de Esporte e Federação Iraniana de Taekwondo estão contra a atividade desta associação. Estas discordâncias foram expressadas por vários modos como tal diretrizes enviadas para cidades e distritos. ·  ·  ·  ·  ·  · .